# Ville-di-Pietrabugno
Ville-di-Pietrabugno (korziško E Ville di Petrabugnu) je naselje in občina v francoskem departmaju Haute-Corse regije - otoka Korzika. Leta 2006 je naselje imelo 3.160 prebivalcev.

## Geografija
Kraj leži na severovzhodu otoka Korzike na rtu Cap Corse, 4 km severozahodno od središča Bastie.

## Uprava
Občina Ville-di-Pietrabugno skupaj s sosednjima občinama San-Martino-di-Lota in Santa-Maria-di-Lota sestavlja kanton San-Martino-di-Lota s sedežem v San-Martinu. Kanton je sestavni del okrožja Bastia.

## Zanimivosti
- baročna župnijska cerkev sv. Lucije iz konca 18. stoletja;

- Cerkev sv. Lucije
- Zvonik cerkve sv. Lucije
- Spomenik padlim v vojnah
- Kapela sv. Antona